# Боли (уезд)
Боли́ (кит. упр. 勃利, пиньинь Bólì) — уезд городского округа Цитайхэ провинции Хэйлунцзян (КНР). Уезд назван по протекающей по его территории реке Болихэ.

## История
Уезд был образован в 1917 году. В 1948 году к нему был присоединён уезд Шуанхэ (双河县), годом ранее выделенный из уезда Илань (依兰县). В 1965 году решением Госсовета КНР посёлок Цитайхэ с окружающей территорией был выделен из уезда Боли в Особый район Цитайхэ (七台河特区). В 1970 году Особый район Цитайхэ был преобразован в городской уезд Цитайхэ (七台河市). В 1983 году городской уезд Цитайхэ был поднят в статусе до городского округа, и уезд Боли вошёл в его состав.

## Административное деление
Уезд Боли делится на 5 уличных комитетов, 5 посёлков, 3 волости и 2 национальные волости.
| №  | Название  | Название (кит.)  | Статус          | Население чел. (2010) | На карте                         |
| -- | --------- | ---------------- | --------------- | --------------------- | -------------------------------- |
| 1  | Чэнси     | 城西街道办事处   | уличный комитет | 37215                 | 45°45′05″ с. ш. 130°34′04″ в. д. |
| 2  | Дасычжань | 大四站镇         | поселок         | 25952                 | 45°51′23″ с. ш. 130°25′37″ в. д. |
| 3  | Юнхэн     | 永恒乡           | волость         | 25641                 | 46°01′16″ с. ш. 130°12′31″ в. д. |
| 4  | Шуанхэ    | 双河镇           | поселок         | 23468                 | 45°58′44″ с. ш. 130°16′32″ в. д. |
| 5  | Сяоучжань | 小五站镇         | поселок         | 22928                 | 45°43′38″ с. ш. 130°45′44″ в. д. |
| 6  | Синьци    | 新起街道办事处   | уличный комитет | 22518                 | 45°45′05″ с. ш. 130°34′04″ в. д. |
| 7  | Циншань   | 青山乡           | волость         | 19843                 | 45°49′34″ с. ш. 130°41′31″ в. д. |
| 8  | Вокэнь    | 倭肯镇           | поселок         | 19638                 | 45°59′54″ с. ш. 130°30′49″ в. д. |
| 9  | Синшу     | 杏树朝鲜族乡     | нац.волость     | 18044                 | 45°55′19″ с. ш. 130°33′47″ в. д. |
| 10 | Синьхуа   | 新华街道办事处   | уличный комитет | 16634                 | 45°45′05″ с. ш. 130°34′04″ в. д. |
| 11 | Боли      | 勃利镇           | поселок         | 16519                 | 45°45′06″ с. ш. 130°34′04″ в. д. |
| 12 | Цзисин    | 吉兴朝鲜族满族乡 | нац.волость     | 14107                 | 45°59′39″ с. ш. 130°25′46″ в. д. |
| 13 | Цянкэнь   | 抢垦乡           | волость         | 13697                 | 45°53′39″ с. ш. 130°39′40″ в. д. |
| 14 | Юаньмин   | 元明街道办事处   | уличный комитет | 12511                 | 45°45′05″ с. ш. 130°34′04″ в. д. |
| 15 | Теси      | 铁西街道办事处   | уличный комитет | 10769                 | 45°45′05″ с. ш. 130°34′04″ в. д. |

## Соседние административные единицы
Уезд Боли на востоке граничит с районами Таошань, Синьсин, и Цецзыхэ, на юге — с городским округом Муданьцзян, на северо-востоке — с городским округом Шуанъяшань, на севере — с городским округом Цзямусы, на западе — с городом субпровинциального значения Харбин.